# I Believe (Bob Sinclar)
I Believe è un singolo del DJ francese Bob Sinclar, pubblicato l'8 giugno 2018.
Il singolo ha visto la partecipazione vocale del cantante italiano Tonino Speciale.

## Video musicale
Il videoclip è stato pubblicato l'8 giugno 2018 sul canale Vevo-YouTube del cantante e mostra la ballerina Tia Wenkman esibirsi all'interno di un capannone abbandonato.